# لیویا
لیویا (Livia Drusilla) دختر سناتور رومی Marcus Livius Drusus Claudianus همسر گایوس اکتاویوس تورینوس (به لاتین: Gaius Octavius Thurinus) بنیان‌گذار پرینکیپاته و نخستین امپراتور روم و مادر تیبریوس یولیوس کایسار آگوستوس (به لاتین: Tiberius Julius Caesar Augustus)‏ (۴۲ پیش از میلاد - ۳۷ پس از میلاد) امپراتور روم از دودمان ژولیو کلودین بین سال‌های ۱۴ تا ۳۷ میلادی بود. 